# Кумбрес де Eнмедио
Кумбрес де Eнмедио (на испански: Cumbres de Enmedio) е населено място и община в Испания. Намира се в провинция Уелва, в състава на автономната област Андалусия. Общината влиза в състава на района (комарка) Сиера де Уелва. Заема площ от 14 km². Населението му е 50 души (по преброяване от 2010 г.). Разстоянието до административния център на провинцията е 140 km.

## Демография
| 1996 | 1998 | 1999 | 2000 | 2001 | 2002 | 2003 | 2004 | 2005 | 2006 |
| ---- | ---- | ---- | ---- | ---- | ---- | ---- | ---- | ---- | ---- |
| 60   | 63   | 63   | 62   | 61   | 58   | 50   | 48   | 47   | 44   |